# بلیجی (روستا)
بلیجی (به لاتین: Belidzhi) یک منطقهٔ مسکونی در روسیه است که در داغستان واقع شده‌است.